# Cultura partecipativa
Con cultura partecipativa (in inglese Partecipatory Culture) ci si riferisce alla svolta partecipativa relativa ai pubblici dei media, cioè all'insieme di quelle pratiche che si strutturano attorno a media e linguaggi mediali promosse da individui che non si limitano a comportarsi come semplici consumatori, ma che assumono il ruolo attivo di produttori (prosumer). Il termine si riferisce prevalentemente alla produzione originale o alla manipolazione di contenuti che vengono pubblicati online dai pubblici, operazione che può essere svolta direttamente dagli utenti attraverso le piattaforme del Web 2.0.

## Caratteristiche della cultura partecipativa
Il crescente accesso ad Internet gioca una parte fondamentale nell'espansione della cultura partecipativa, perché consente sempre di più di collaborare, generare e diffondere notizie, idee e lavoro creativo e di connettere persone che condividono interessi e obiettivi affini (vedi comunità virtuale). Il potenziale della cultura partecipativa per l'impegno civico e l'espressione creativa è stato indagato dallo studioso dei media Henry Jenkins. Nel 2006, Jenkins, insieme ai co-autori Ravi Purushotma, Katie Clinton, Margaret Weigel e Alice Robison, hanno definito nel libro bianco dal titolo Culture partecipative e competenze digitali: media education per il 21º secolo le caratteristiche strutturali che le culture partecipative hanno. Si tratta di culture:
1. con una propensione relativamente alta all'espressione artistica e al coinvolgimento civico;
2. con forti supporti per creare e condividere le proprie creazioni con gli altri;
3. con un qualche tipo di mentorship per cui ciò che è conosciuto dai più esperti viene trasmesso ai novizi;
4. dove i membri credono che i loro contributi contino;
5. dove i membri posseggono un qualche grado di connessione sociale con gli altri membri (al limite si interessano alle opinioni degli altri su ciò che loro hanno creato).

Sempre per quanto riguarda la teorizzazione delle culture partecipative, il sociologo italiano Giovanni Boccia Artieri individua alcune caratteristiche che definiscono le pratiche delle comunità ad esse legate, come in particolare: 
1. Appartenenza mediale riflessiva, cioè forme di appartenenza, formale e/o informale, a comunità online in cui l'esistenza del singolo converge in forme comunitarie come, per esempio, GDR (giochi di ruolo), clan di gioco;
2. Espressività mediale, cioè produrre o rielaborare in maniera originale contenuti mediali, attraverso strumenti e piattaforme ad hoc per la creazione di contenuti. Alcuni esempi di espressione mediale sono la manipolazione di contenuti digitali, produzione di fan fiction, mash-up, parodie;
3. Problem-solving collaborativo, cioè lavorare insieme in gruppi online formali o informali per portare a termine compiti e sviluppare nuova conoscenza a disposizione di tutti (come Wikipedia, giochi di realtà virtuale, spoiling);
4. Condivisione di flusso, cioè creare contenuti condivisibili in flusso sui media (come podcast e feed RSS).

## Storia ed evoluzione
La cultura partecipativa è antecedente all'avvento di Internet, difatti la nascita dell'Amateur Press Association alla metà del XIX secolo ne può essere considerato un esempio: in quel periodo, i giovani scrivevano a mano e stampavano le loro pubblicazioni, che venivano spedite a una cerchia di persone, in maniera simile a quello che avviene oggi con i social network.
Seppure ci siano stati tentativi di questo tipo, è solo con l'evoluzione della tecnologia che arriviamo alla cultura partecipativa come la intendiamo oggi.
La transizione da fanzine, radio show, progetti di gruppo e passaparola a blog, podcast, wiki e social network ha avuto un grande effetto sulla società: con siti web come eBay, Blogger, Wikipedia, Photobucket, Facebook e Youtube, non sorprende che la cultura sia diventata sempre più partecipativa.
Alcuni studiosi inoltre pensano che le implicazioni della transizione graduale dalla produzione al produsage siano state così sostanziali da produrre effetti rilevanti nel cuore della cultura, economia, società e democrazia.

### Cultura partecipativa e tecnologia
La tecnologia ha aperto nuove strade per la comunicazione, la collaborazione e la circolazione di idee, dando inoltre nuove opportunità ai consumatori per creare i propri contenuti. Barriere quali il tempo e il denaro stanno iniziando a diventare insignificanti per gruppi sempre più grandi di consumatori. È aumentata anche la facilità con la quale i consumatori creano nuovi contenuti; non c'è più bisogno di una conoscenza estensiva dei linguaggi di programmazione per creare materiale da postare su Internet, poiché le interfacce sono diventate sempre più user-friendly. La condivisione dei contenuti si serve di Internet come piattaforma per invitare gli utenti a partecipare e creare comunità che condividono interessi. Gli strumenti tecnologici di cui si dispone oggi (smartphone, pc, tablet ecc.) in cui converge la tecnologia legata al Web 2.0, aumentano la capacità individuale di pubblicare contenuti che possano raggiungere un ampio pubblico. Siti web come Flickr, Wikipedia, e Facebook sono strutturati in modo da incoraggiare e semplificare i passaggi per pubblicare dei contenuti. Queste comunità ed i loro web services sono stati etichettati come parte del Web 2.0. La relazione tra strumenti Web 2.0 e culture partecipative è comunque molto più che materiale: dato che la mentalità e le capacità acquisite attraverso le pratiche di partecipazione si sono diffuse, le persone sono sempre più propense ad utilizzare gli strumenti e le tecnologie in modo partecipativo.
Un esempio è l'uso del cellulare per organizzare manifestazioni come il fenomeno dei Flash mob.

#### Relazione con lo smartphone
Lo smartphone è uno degli strumenti che combina elementi di interattività, identità e mobilità; quest'ultima caratteristica fa sì che i media non siano più confinati dal tempo e dallo spazio e possano essere utilizzati in qualsiasi contesto. Le tecnologie continuano a svilupparsi in questa direzione e diventano sempre più governate dagli utenti e meno vincolate a luoghi e tempi precisi, basti pensare al passaggio dei film dal cinema alla visione privata in casa propria fino ad arrivare alla riproduzione sugli schermi dei cellulari, che possono essere visti ovunque ed in qualsiasi momento.
Gli smartphone migliorano le culture partecipative aumentando il livello di interattività. Invece di fruire semplicemente di un contenuto, gli utenti sono coinvolti direttamente nel prendere delle decisioni: navigano tra le pagine, contribuiscono con i loro contenuti e scelgono quali collegamenti seguire. Il ruolo del consumatore cambia dunque da ricevitore passivo a fruitore attivo; questo cambiamento è incarnato dallo smartphone con gli infiniti modi in cui coinvolge e rende possibile interagire con più media in modo non lineare.
Negli stati in cui l'uso degli smartphone ha superato quello di ogni altra forma di tecnologia digitale, scambiarsi informazioni tramite cellulare ha aiutato ad apportare cambiamenti politici e culturali significativi. Diversi sono gli esempi citabili, come la "Rivoluzione arancione" in Ucraina, le proteste contro il governo filippino durante le elezioni di Joseph Estrada, ed altre proteste politiche in tutto il mondo. 
La possibilità data dallo smartphone di scattare fotografie, produrre contenuti digitali e diffonderli in rete lo rende uno degli strumenti impiegati anche per il giornalismo partecipativo.

## Produttori, consumatori e "produsage"
In Understanding Digital Culture, Vincent Miller spiega come le linee tra produttori e consumatori sfumino. I produttori sono coloro i quali creano contenuti e oggetti culturali, mentre i consumatori sono riceventi o acquirenti di tali oggetti. Riferendosi all'idea di Bruns di prosumer, Miller dice: “Con l'avvento dei nuovi media convergenti e la pletora di scelta nelle fonti di informazione, così come l'aumento della capacità degli individui di autoprodurre contenuti, l'egemonia dei produttori nei confronti del pubblico diminuisce e il potere dei consumatori accelera, erodendo la distanza produttore-consumatore”.
Essere prosumer è il risultato finale di una strategia largamente usata, basata sull'incoraggiare feedback tra produttori e consumatori, “che consente una maggiore influenza dei consumatori sulla produzione di beni ".
Molto simile a Wikipedia, che permette agli utenti di scrivere, modificare e infine utilizzare contenuti, i produttori che sono attivamente partecipi sono valorizzati grazie alla loro partecipazione come costruttori in rete. Bruns descrive la valorizzazione degli utenti come “diversa dal tipico top-down nei tradizionali spazi mediali”. Quando i consumatori sono anche in qualche modo produttori e viceversa, si ha il produsage, eliminando così il bisogno di interventi dall’alto verso il basso. La collaborazione di ogni partecipante si basa sul principio di inclusività: ogni membro contribuisce con informazioni di valore che gli altri possono utilizzare, cambiare o aggiungere a qualcos’altro. In una comunità di persone che imparano, la collaborazione attraverso il produsage può consentire l’accesso ai contenuti per ogni partecipante, non solo quelli con un certo livello di autorità; coloro che partecipano al processo di produsage vengono ripagati in “valuta sociale”, diventando personaggi rilevanti all’interno della propria comunità e delle altre comunità di producers. Ciò porta all’idea di “equipotenzialità” di Bruns: se l’assunzione di responsabilità e abilità di tutti i partecipanti al produsage non sono uguali, essi hanno comunque una uguale possibilità di contribuire al progetto. Perché non ci sono molte distinzioni tra produttori e consumatori: tutti i partecipanti hanno la stessa possibilità di partecipare significativamente al produsage. Uno dei problemi che possono emergere dal produsage è la possibilità di quest’ultimo di sconfinare nella pirateria, nel caso in cui venissero utilizzati alcuni contenuti senza citazione per produrne di nuovi; proprio per questo è diventato sempre più necessario rendere i contenuti diffusi “afferrabili”, cioè condivisibili direttamente dalla loro fonte (link diretti ai video di Youtube, ai forum ecc).

### Partecipazione implicita ed esplicita
Un contributo importante è stato apportato dal teorico dei media Mirko Tobias Schäfer, che fa una distinzione tra partecipazione esplicita e implicita. Con la prima, si indica l'impegno conscio e attivo degli utenti nelle comunità di fan o degli sviluppatori nei processi creativi; la seconda è invece più sottile e si realizza spesso senza che l'utente lo sappia. La partecipazione implicita viene a crearsi incrementando le attività degli utenti all'interno delle interfacce a loro destinati e ai design back-end. Schafer sostiene che il successo del popolare Web 2.0 e delle applicazioni di social media prospera sulla partecipazione esplicita, dunque riconoscere la partecipazione implicita permette un'analisi più accurata del ruolo della tecnologia nel co-modellare le interazioni degli utenti e i contenuti generati da essi.

## Cultura partecipativa, mass media e impegno civico
La cultura partecipativa è considerata da alcuni un mezzo tramite il quale riformare la comunicazione e migliorare la qualità dei media. In accordo con Henry Jenkins, studioso dei media, uno dei risultati dell'emergere delle culture partecipative è un incremento del numero di risorse mediali disponibili, cosa che aumenta la competizione tra i produttori di queste ultime.
I produttori di media sono costretti a fare più attenzione ai bisogni del consumatore che può rivolgersi ad altre fonti di informazione.
Rheingold ed altri hanno sostenuto che l'emergere delle culture partecipative porterà ad un profondo cambiamento nella società. Fino alla fine del ventesimo secolo, Rheingold afferma, una manciata di persone, generalmente ricche e privilegiate, controllavano quasi tutte le forme di comunicazione -quotidiani, televisioni, giornali, libri e enciclopedie; oggi invece gli strumenti per produrre media e diffonderli sono facilmente disponibili e permettono quello che Rheingold etichetta come “media partecipativi”.
Dal momento che è più semplice partecipare, aumenta anche la diversità di voci che si possono sentire. Un tempo solo poche e grandi emittenti avevano il controllo dei contenuti che arrivavano al pubblico, ma con lo sviluppo tecnologico anche i singoli hanno la possibilità di diffondere informazioni in tutto il mondo. La diversificazione dei mezzi di comunicazione porta benefici, e nei casi in cui il controllo dei media sia centralizzato, dà la possibilità a chi ha il controllo di influenzare le opinioni e le informazioni che arrivano alla sfera pubblica.
La concentrazione mediale fornisce opportunità di corruzione, ma, dato che l'informazione continua a diventare accessibile da sempre più luoghi, diventa sempre più difficile controllare il flusso di informazioni al servizio di uno scopo non limpido; si rende quindi sempre più necessaria un'educazione al riconoscimento delle fonti attendibili.
La cultura partecipativa è anche vista come una forma più democratica della comunicazione in quanto stimola attivamente l'audience a prenderne parte, perché questa può contribuire a modellare il flusso di idee che attraversano i contesti mediali. La tendenza democratica ha portato alla comunicazione dalla cultura partecipativa, che permette nuovi modelli di produzione non basati su uno standard gerarchico. A fronte di una maggiore partecipazione, le gerarchie tradizionali non spariranno, ma  "Collaborazione, comunità e auto organizzazione" possono diventare i fondamenti di società come potenti alternative.
Anche se può non esserci nessuna vera ed evidente gerarchia in molti siti web collaborativi, la loro capacità di creare grandi gruppi di intelligenza collettiva non è compromessa.

### Cultura partecipativa civica
La cultura partecipativa prodotta dalle organizzazioni civiche mobilita le altre culture partecipative all'azione politica. Le organizzazioni civiche accrescono le culture partecipative e ne indirizzano le comunità verso obiettivi civili e politici.
Gli esempi includono Harry Potter Alliance, Invisible Children, Nerdfighters che hanno fatto leva sugli interessi culturali comuni per collegare e organizzare i membri verso obiettivi politici espliciti. Questi gruppi portano avanti campagne informando, collegando ed, eventualmente, organizzando i propri membri attraverso piattaforme tipiche dei nuovi media.

## Potenzialità nell'istruzione
I social ed i media partecipativi permettono -e, anzi, lo richiedono- un nuovo modo in cui approcciare la didattica e l'apprendimento in aula. La maggiore disponibilità di Internet in classe consente un maggiore accesso alle informazioni.
Ad esempio, non è più necessario che la conoscenza pertinente a un certo argomento sia contenuta in una combinazione di insegnanti e libri di testo; oggi, la conoscenza, può essere più de-centralizzata e si rende accessibile da tutti gli studenti.
L'insegnante, quindi, può contribuire a facilitare efficacemente ed efficientemente l'intenzione di accedere, interpretare e fare uso di questa conoscenza.

### Le culture partecipative come nuova forma di alfabetizzazione
Jenkins e i suoi colleghi credono che la conversazione sul divario digitale dovrebbe essere focalizzata sulla creazione di opportunità per partecipare e sviluppare le competenze culturali e sociali richieste per prendere parte ad essa, piuttosto che soffermarsi solo sul problema dell'accesso alla tecnologia.
Come le istituzioni, anche le scuole sono state lente nell'accettazione delle culture partecipative; al momento invece i programmi di doposcuola dedicano più attenzione allo sviluppo dell'alfabetizzazione verso i nuovi media o all'insieme di competenze culturali e sociali di cui i giovani necessitano per utilizzarli.
Le culture partecipative spostano l'alfabetizzazione dal livello individuale a quello del coinvolgimento della community. Il networking e la collaborazione sviluppano competenze sociali vitali per le nuove alfabetizzazioni, che sono costruite in base a quelle già esistenti nell'alfabetizzazione tradizionale, in base alle competenze tecniche, capacità di ricerca e di analisi critica insegnate in classe.

## Problematiche delle culture partecipative

### Problematiche per i consumatori
L'essere consumatore o dare un attivo contributo nella produzione non dipende dalle specificità di un individuo: la distinzione è piuttosto data dal contesto di riferimento. La caratteristica chiave da prendere in considerazione è la rilevanza delle azioni svolte personalmente.
La cultura partecipativa incoraggia gli individui da un lato a partecipare attivamente a ciò che li interessa e, dall'altro, la diffusione di questa potrebbe portare gli individui a partecipare attivamente anche a questioni lontane dalle loro competenze.
Questi due aspetti vengono resi visibili nella cultura delle società “Fai-da-te”: iniziando con i ristoranti self-service, fino alle stazioni di benzina self-service; il trend è velocemente aumentato negli ultimi 10 anni. Attraverso strumenti moderni (come l'e-commerce supportato dal Web), le persone possono svolgere compiti che venivano precedentemente svolti da lavoratori qualificati che fungevano da agenti e intermediari (vedi disintermediazione).

### Problematiche nell'educazione
Jenkins e i suoi colleghi hanno identificato tre problematiche principali relative alla cultura partecipativa: il “gap partecipativo”, il “problema della trasparenza” e la “sfida etica”.

#### Gap partecipativo
Questa categoria è collegata al problema del divario digitale, che riguarda il fornire l'accesso alla tecnologia per tutti quelli che vogliono imparare ad utilizzarla. Il movimento per abbattere il divario digitale si è prodigato per portare i pc nelle scuole, biblioteche e altri luoghi pubblici. Questi tentativi sono stati per la maggior parte riusciti, ma, come rimarcano Jenkins e altri studiosi, il problema attuale è nella qualità dell'accesso alle tecnologie disponibili.
Mentre i ragazzi con più possibilità di accesso ai computer sono sempre più a loro agio nell'utilizzarli, gli studenti meno tecnologicamente alfabetizzati restano ai margini. È importante sapere che anche se qualche forma di tecnologia è di facile reperibilità per i giovani della classe meno ambiente (es. console per videogiochi), altre tipologie restano inottenibili; questo genera l'incapacità di sviluppare alcune abilità, come lo sviluppo e la distribuzione di contenuti autoprodotti.
Il movimento per abbattere il divario digitale si è prodigato per portare i pc nelle scuole, biblioteche e altri luoghi pubblici. Questi tentativi sono stati per la maggior parte riusciti, ma, come rimarcano Jenkins e altri studiosi, il problema attuale è nella qualità dell’accesso alle tecnologie disponibili.
In una cultura partecipativa una delle sfide maggiori è rappresentata dal gap partecipativo, che diventa rilevante assieme all’integrazione dei media e della società. Alcune di esse sono nel campo dell’istruzione, insegnamento, accessibilità e privacy.
Tutti questi fattori sono considerevoli battute d’arresto quando si pensa alla recente integrazione dei giovani che partecipano alle più popolari forme di media oggi esistenti. L’istruzione è il campo in cui il gap partecipativo è più marcato, dal momento che nella società odierna il sistema educativo si concentra enormemente nell’integrare i media nel suo curriculum e sempre più aule sono dotate di computer e tecnologie che supportano l’apprendimento.
Se da un lato la possibilità di migliorare gli ambienti educativi beneficia studenti e insegnanti, dando loro accesso a una pletora di informazioni, dall’altro presenta comunque dei problemi. Il gap partecipativo, infatti, mette in svantaggio molte scuole che fanno fatica a inserire le tecnologie correnti nei loro curriculum a causa della carenza di fondi.
Un'altra problematica è rappresentata dalla necessità di avere del personale competente a occuparsi di questa attrezzatura; è essenziale che sia gli insegnanti che gli studenti sappiano utilizzare i nuovi mezzi tecnologici per poterli sfruttare al meglio.
Un altro aspetto del gap partecipativo è l’accesso ad internet e ai computer, che è un lusso in alcuni nuclei familiari e la cui possibilità è trascurata dal sistema educativo e altri enti. Pertanto, chi non può servirsene, può soffrirne tanto dal punto di vista scolastico quanto da quello sociale.

#### Problema di trasparenza
La facilità di utilizzo della tecnologia non porta necessariamente una maggior capacità di comprendere come la tecnologia eserciti la sua pressione su di noi. Infatti, con l’aumentare delle informazioni a cui abbiamo accesso, la fase di selezione diventa sempre più difficile. È cruciale, poi, trovare il modo di aiutare i giovani studenti a sviluppare metodi di studio con gli strumenti e le risorse a loro disposizione.

#### Sfida etica
Questa è identificata come “una rottura delle forme tradizionali di formazione professionale e socializzazione che potrebbe aiutare i giovani a migliorare il loro ruolo pubblico come artefici dei media e membri della comunità”.
Per esempio, durante la seconda metà del XX sec. gli studenti che volevano diventare giornalisti dovevano passare attraverso un formale apprendistato e lavorare in un giornale. In questo lavoro si era seguiti da un esperto di regole e norme del giornalismo che trasmetteva le proprie conoscenze all’apprendista. Con l’aumentare degli strumenti del web 2.0, tuttavia, ognuno può diventare giornalista, con o senza un apprendistato.
L’obiettivo propedeutico dei media, poi, deve essere ricercato nell’aiuto agli studenti a sviluppare tecniche per una riflessione attiva nelle scelte che loro compiono - e contributo che offrono - come membri della cultura partecipativa.

### Problemi per i legislatori
Insegnanti, amministratori e legislatori avranno bisogno di rispondere alle nuove sfide proposte dal ruolo che i nuovi media e le pratiche partecipative hanno nell'ambiente scolastico.
Le sfide includono di trovare il modo di lavorare contro la decentralizzazione della conoscenza degli ambienti online, sviluppando politiche che rispettino i software di filtraggio e che proteggano studenti e scuole senza limiti per gli studenti all'accesso ai siti di partecipazione e considerare il momento della valutazione in classe includendo le pratiche partecipative.
Sfortunatamente un largo numero di nuovi media sono programmati per considerare le persone soltanto come utenti; e le persone, in particolare i giovani all'interno di strutture educative, formano la propria mente basandosi sulla loro esposizione a specifici media.
L'impostazione "mentale" corrente circa l'imparare, l'insegnare e l'educare è dominata da una visione nella quale insegnare è spesso: "un insegnante, presumibilmente onnisciente dice o mostra cose presumibilmente sconosciute a studenti che presumibilmente non sanno nulla circa quell'argomento".
Una sfida critica è la riformulazione e riconcettualizzazione di questo pensiero ristretto e sminuente.

## Esempi
Fandom: indica una sottocultura formata dalla comunità di appassionati (fan) che condividono un interesse comune in un qualche fenomeno culturale, come un hobby, un libro, una saga, un autore, un genere cinematografico o una moda.
Wikipedia: enciclopedia online a contenuto aperto, collaborativa, multilingue e gratuita. È un tipico esempio di problem-solving collaborativo, in quanto gli utenti collaborano nel creare contenuti a disposizione di tutti. La particolarità della comunità dei “wikipedani” è che gli utenti stessi, in maniera “democratica”, si autogestiscono e si autocontrollano per garantire equilibrio e neutralità nelle voci;
Instagramers: comunità mondiale di appassionati e promotori di Instagram, il social che si basa sulla mobile photography. In Italia esiste la comunità Instagramers Italia, distinta a sua volta in comunità regionali e locali. Gli instagramers (igers) si occupano di promozione di eventi, challenge, passeggiate fotografiche (in gergo, instameet e instawalk), mostre, incontri culturali, happening, contribuendo alla promozione del territorio. Durante le varie iniziative, solitamente vengono lanciati appositi hashtag per raggruppare le varie foto relative all'evento stesso.